# Фара Новарезе
Фа̀ра Новарѐзе (на италиански: Fara Novarese; на пиемонтски: Fara, Фара) е село и община в Северна Италия, провинция Новара, регион Пиемонт. Разположено е на 210 m надморска височина. Населението на общината е 2093 души (към 2010 г.).